# 留尼汪大区委员会
留尼汪大区委员会（法語：Conseil régional de La Réunion）是法国海外领地留尼汪的大区一级立法机关。留尼汪大区委员会由45名议员组成。每届议会任期5年。第一届留尼汪大区委员会产生于1973年。